# Nguyễn Thị Mai Anh
Nguyễn Thị Mai Anh (1930–2021) là phu nhân của Tổng thống Việt Nam Cộng hòa Nguyễn Văn Thiệu. Bà là Đệ Nhất Phu nhân đầu tiên của chính thể Đệ Nhị Cộng hòa (1967–1975). Đôi khi bà được gọi là Bà Nguyễn Văn Thiệu (Madame Nguyen Van Thieu), đặc biệt trong truyền thông Tây phương. Ông bà thành hôn năm 1951.

## Tiểu sử
Bà sinh năm 1930, là con gái thứ bảy (nên còn có biệt danh Cô Bảy Mỹ Tho) trong một gia đình có mười anh chị em. Xuất thân trong một gia đình Công giáo toàn tòng ở Mỹ Tho, nhưng do truyền thống Đông y, bà chịu ảnh hưởng khá lớn nề nếp, gia phong phong kiến, nhất là trong cách đối nhân xử thế.
Tuổi hoa niên, bà cùng người em gái Tám Hảo thường xuyên lên Sài Gòn để học tập và thăm thân. Do gia đình quen biết với dược sĩ Huỳnh Văn Xuân, làm việc ở viện bào chế Trang Hai, hai chị em bà được giới thiệu làm trình dược viên tại Viện bào chế Roussell. Chính ông Huỳnh Văn Xuân làm mai mối cho Nguyễn Văn Thiệu (bấy giờ mang cấp hàm Trung úy) quen Mai Anh. Mặt khác, cậu Mai Anh là Đặng Văn Quang cũng là bạn đồng khóa Trường Võ bị Đà Lạt với ông Thiệu nên mối tình nhanh chóng được xúc tiến hôn nhân, dù có đôi chút trở ngại vì Mai Anh là tín đồ Công giáo. Ông bà chính thức làm lễ cưới vào năm 1951. Sau này, vào năm 1958, ông Thiệu mới rửa tội theo Công giáo.
Trong những năm chồng mình ở đỉnh cao quyền lực, không như Đệ Nhất phu nhân Trần Lệ Xuân, bà hoàn toàn không can dự vào chính trường. Bà Mai Anh lập ra nhiều quỹ, trung tâm bảo trợ xã hội, còn xây cả bệnh viện. Sau này, người ta mới biết được rằng, những quỹ, trung tâm đó là một trong những tấm bình phong cho các hoạt động buôn lậu. Năm 1974, một vụ buôn lậu của bà Mai Anh bị phát hiện, trị giá lô hàng gồm nhiều thứ xa xỉ phẩm hàng hiệu, đắt tiền khoảng 600 triệu đồng tiền Việt Nam Cộng hòa thời bấy giờ (tương đương 3 triệu USD thời giá năm 1974). Những người phát hiện vụ việc thay vì được khen thưởng đã bị tống giam, trong khi không có ai đứng đầu tổ chức buôn lậu này bị xét xử. Bà Mai Anh còn xây cả Bệnh viện Vì Dân và tuyên bố sẽ giành 100 giường miễn phí cho người nghèo, nhưng thực tế bệnh viện chủ yếu phục vụ cho quân nhân, quan chức nên thuốc men, thiết bị đều lấy từ ngân khố Chính phủ dành cho quân đội, bà Mai Anh không hề phải trả tiền. Thực chất, đây là sân sau tiêu thụ các loại thuốc do vợ chồng ông Thiệu kết hợp với ông trùm dược phẩm miền Nam là Nguyễn Cao Thăng
Ngày 21 tháng 4 năm 1975, do những áp lực từ chiến trường, Tổng thống Nguyễn Văn Thiệu tuyên bố từ chức trên truyền hình và rời Việt Nam với tư cách đặc sứ Việt Nam Cộng hòa đến Đài Bắc phúng điếu Tưởng Giới Thạch trong đêm ngày 25 tháng 4. Bà cùng chồng và các con sang Đài Loan, từ đó nhập cảnh Hoa Kỳ và ở Boston cho đến khi qua đời.

## Đánh giá
Vào năm 1972, một người Hoa Kỳ làm việc tại Việt Nam đã xin phép lấy tên bà Nguyễn Thị Mai Anh đặt cho một giống lan: Brassolaeliocattleya Mai Anh, cùng dịp này còn có bà Đinh Thúy Yến (phu nhân Thủ tướng Trần Thiện Khiêm): Brassolaeliocattleya Dinh Thuy Yen.
Một người từng phục vụ trong Dinh Độc Lập dưới thời Tổng thống Nguyễn Văn Thiệu nhận xét: "Bà là điển hình của mẫu người phụ nữ lớn lên trong gia đình được hấp thụ trọn vẹn một nền giáo dục Khổng Mạnh (tuy bà là người Công giáo) mà chúng ta thường thấy trong xã hội miền Nam thời thập niên 40… Trong suốt thời gian làm việc tại đây, chỉ có một lần duy nhứt tôi nghe bà than phiền với ông Thiệu bằng lời lẽ rất ôn tồn về một nhân vật có đầy quyền thế tại Phủ Tổng thống trong lúc tôi đang đứng bên cạnh".

## Gia đình

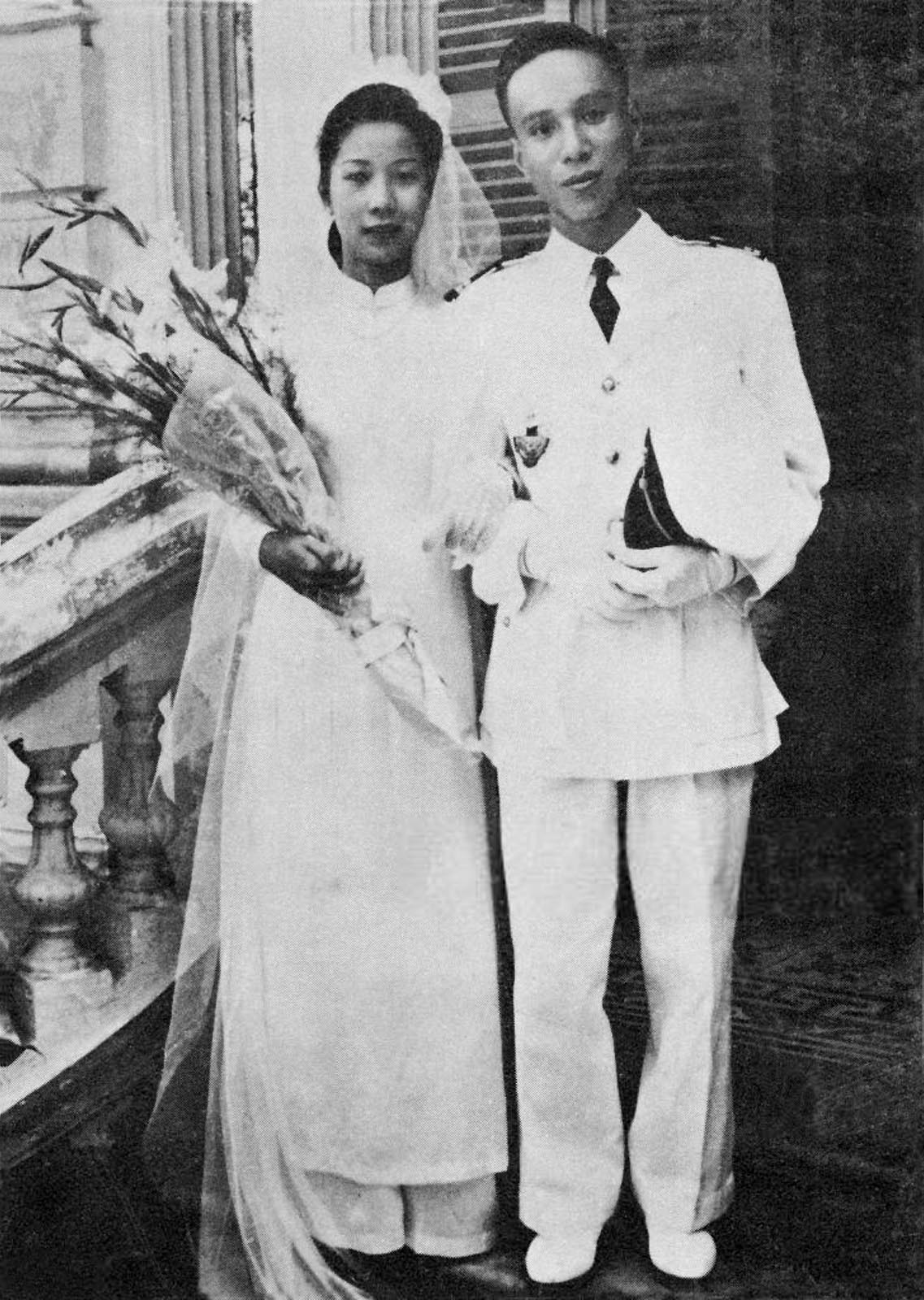
Ảnh cưới của vợ chồng Tổng thống Nguyễn Văn Thiệu

- Phu quân: Nguyễn Văn Thiệu
- Con:

- Nguyễn Thị Tuấn Anh (trưởng nữ)
- Nguyễn Quang Lộc (trưởng nam)
- Nguyễn Thiệu Long (thứ nam)

## Qua đời
Theo thông tin trên báo Người Việt, bà Mai Anh qua đời vào thứ Sáu, ngày 15/10/2021 tại nhà riêng ở Đông Bắc San Diego County, Nam California.